# Eugenia essequiboensis
Eugenia essequiboensis är en myrtenväxtart som beskrevs av Noel Yvri Sandwith. Eugenia essequiboensis ingår i släktet Eugenia och familjen myrtenväxter.
Artens utbredningsområde är Guyana. Inga underarter finns listade i Catalogue of Life.